# Neophylax aniqua
Neophylax aniqua är en nattsländeart som beskrevs av Ross 1947. Neophylax aniqua ingår i släktet Neophylax och familjen Uenoidae. Inga underarter finns listade i Catalogue of Life.